# 竹中ナミ
竹中ナミ（たけなか なみ、1948年10月8日 - ）は、社会福祉法人プロップ・ステーション理事長、一般社団法人ユニバーサル・ドローン協会事務局長
1948年兵庫県神戸市生まれ。神戸市立本山中学校卒。
重症心身障がいの長女（2025年現在52歳）を授かったことから、独学で障がい児医療・福祉・教育を学ぶ。1991年、草の根のグループとしてプロップ・ステーションを発足、98年厚生大臣認可の社会福祉法人格を取得、理事長に。
ＩＣＴを駆使してチャレンジド（障がいを持つ人の可能性に着目した、新しい米語）の自立と社会参画、とりわけ就労の促進を支援する活動を続けている。「チャレンジドを納税者にできる日本」をスローガンに、95年よりチャレンジド・ジャパン・フォーラム（ＣＪＦ）国際会議を主宰。
総務省スマートインクルージョンの実現に向けた懇談会委員 、文部科学省中央教育審議会初等中等教育分科会委員、財務省財政制度等審議会委員 、内閣官房雇用戦略対話委員、社会保障国民会議委員、総務省情報通信審議会委員、内閣府中央障害者施策推進協議会委員、国土交通省歩行者移動支援プロジェクト委員、などを歴任。1999年10月「エイボン女性年度賞　教育賞」受賞。2009年春、米国大使館より「勇気ある日本女性賞」を授与される。同年天皇・皇后より「春の園遊会」に招待される。2010年6月～2013年6月、ＮＨＫ経営委員。2012年4月、関西大学経済学部客員教授 に就任。2012年9月、経済産業省「ダイバーシティ経営企業１００選」運営委員会委員 に就任。2013年10月、産経新聞厚生文化事業団理事 に就任。国土交通省「ＩＣＴを活用した歩行者移動支援の普及促進検討委員」 に就任。2007年11月より「ユニバーサル社会を創造する事務次官プロジェクト（12省の事務次官が参画する勉強会）」を主宰。2008年6月より「神戸スウィーツ・コンソーシアム（KSC) 」を日清製粉(株)とともに開催。2019年10月ユニバーサル・ドローン協会（UDrA）を設立、事務局長に。2022年3月「BSよしもと」放送番組審議委員に就任。2022年5月発足したデジタル庁より、第1回デジタル社会賞金賞を授与さる。
ニックネーム「ナミねぇ」で親しまれている超元気な関西人。2008年より「ナミねぇＢＡＮＤ」を結成し、ヴォーカリストとしても活動中。

## 活動

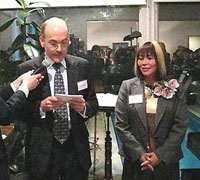
2009年3月、東京都で在日本アメリカ合衆国臨時代理大使ジェームス・ズムワルト（左）から「勇気ある女性」賞を受ける。

差障りや害など負因が連なる「障害」や害を仮名で書く「障がい」などの呼称を社会から排すことを望み、障害を神が与えた試練としてチャレンジドと称している。 

### プロップ・ステーション
娘の重度心身障害罹患に親亡き後の我が子の行く末を案じ、子は親が生存せずも生活可能で親は子の行く末を案ぜず安心して生涯を終えられる社会を望み、1991年に神戸市内で障害者自立支援事業としてプロップ・ステーションを開始し、神戸市内にネットワークセンター、東京都内に東京事務所を置いている。
プロップは英語の prop で支え、支柱、支える人、支えあいなどの意で、健常者は一方的支援で障害者を弱者に押し込まず、障害者は支援を少数集団で一方的に甘受せず、個々人の気力や体力に適う就労で自立し納税で社会を担い支える者として社会参加し、健常者や社会全体と対等に支え合える社会を望み、職業訓練により障害者を支援している。 

## 著書
- 1998年8月 『プロップ・ステーションの挑戦　「チャレンジド」が社会を変える』筑摩書房、ISBN 448086315X
- 2003年4月 『ラッキーウーマン　マイナスこそプラスの種!』飛鳥新社、ISBN 4870315556